# Ilmenita
La ilmenita es un mineral óxido de composición Fe2+Ti4+O3.
Fue descubierto por primera vez en el valle de Menaccan (Cornualles, Inglaterra) y descrito por William Gregor en 1791, recibiendo inicialmente el nombre de menaccanit  (o menachanit, menakanit o menakan).  
Su denominación actual le fue asignada en 1827 por Adolph Theodor Kupffer (1799-1865) y hace referencia a los montes Ilmen (Ural, Rusia), su localidad tipo.
Otros nombres que recibe este mineral son titanoferrita y cibdelofana.

## Propiedades
La ilmenita es un mineral opaco, de color negro hierro y brillo metálico o submetálico. Con luz reflejada adquiere una coloración gris con un tinte parduzco.
Es un mineral frágil que tiene una dureza entre 5 y 6 en la escala de Mohs y una densidad comprendida entre 4,68 y 4,76 g/cm³.
En ácido clorhídrico concentrado y caliente es relativamente soluble, pero en este mismo ácido diluido apenas es soluble; es también soluble en ácido sulfúrico.
Cristaliza en el sistema trigonal, clase romboédrica.
Presenta un marcado anisotropismo, con sombras en gris, y muestra una fuerte birreflectancia (O = pardo rosáceo; E = pardo oscuro).
Contiene un 47% de FeO y un 53% de TiO2, aunque estas proporciones son variables por la entrada de hierro trivalente, magnesio y manganeso en su estructura.
Es un mineral débilmente magnético y el miembro más importante del grupo mineralógico que lleva su nombre, al que también pertenecen ecandrewsita, geikielita y pirofanita, entre otros. Con estas dos últimas especies forma series mineralógicas.
Es dimorfo de la wangdaodeíta, mineral que también cristaliza en el sistema trigonal pero en otra clase cristalográfica.

## Morfología y formación

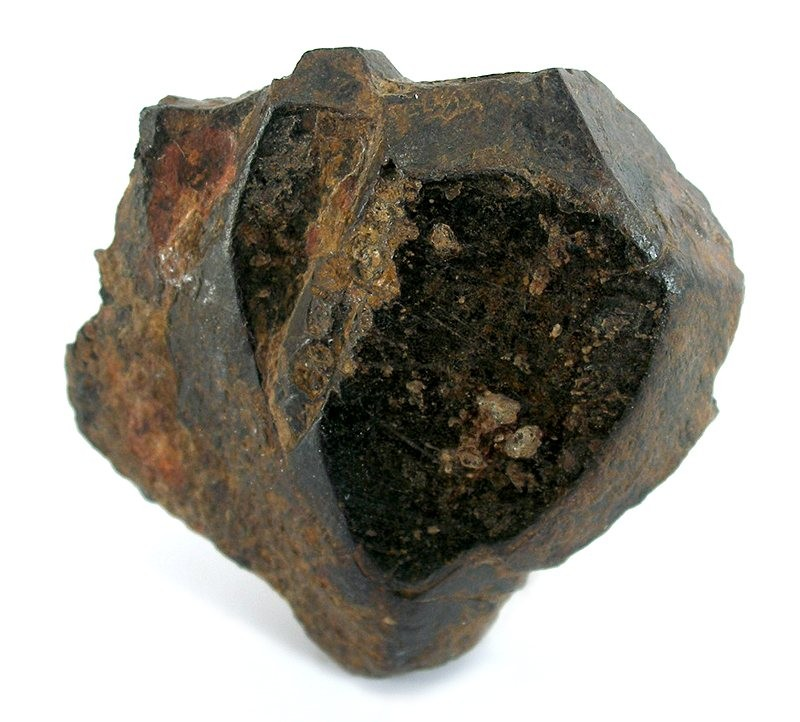
Ilmenita procedente de los montes Ilmen (óblast de Cheliábinsk, Rusia)

La ilmenita se presenta en forma de cristales tabulares delgados y romboédricos. Por otra parte, en las arenas de las playas se suelen encontrar partículas muy pequeñas de este mineral, con diámetros de entre 0,1 y 0,2 mm.
Se encuentra en rocas metamórficas así como en rocas básicas ígneas (gabro, diabasa y piroxenita).
Es un mineral ortomagmático presente en casi todas las rocas eruptivas como mineral accesorio, en rocas eruptivas básicas y en pegmatitas asociadas a gabros; también es mineral sedimentario en placeres.
Por sus condiciones de génesis, constituye un «termómetro geológico», ya que casi siempre se forma a una temperatura superior a los 500 °C.
La ilmenita suele estar asociada a magnetita, hematita, rutilo, ulvöespinela, pirrotita y apatito.

## Aplicaciones
La mayor parte de la ilmenita que se extrae se emplea en la producción de dióxido de titanio (TiO2). En 2011, aproximadamente el 47 % del dióxido de titanio producido en todo el mundo se obtuvo a partir de este mineral. El dióxido de titanio finamente molido es un polvo blanco brillante ampliamente utilizado como pigmento base en pinturas, papel, adhesivos, plásticos y pasta de dientes.
Por otra parte, la ilmenita es la principal mena para obtener titanio metálico. Pequeñas cantidades de titanio combinadas con determinados metales dan lugar a aleaciones ligeras, duraderas y de gran resistencia. Estas aleaciones se utilizan para fabricar una gran variedad de piezas y herramientas de alto rendimiento, tales como partes de aeronaves, articulaciones artificiales en humanos y material deportivo (por ejemplo, cuadros de bicicleta).

## Yacimientos
La ilmenita es un mineral muy extendido, especialmente a escala microscópica como componente de diversos tipos de rocas, y también de arenas. Además se han encontrado ejemplares bien cristalizados en numerosos emplazamientos. Entre ellos cabe destacar, en Rusia, los montes Ilmen (Ural) y el macizo de Lovozero (península de Kola); en Noruega, Arendal (Aust-Agder); en Estados Unidos, Newcomb (Nueva York); en México, (Chiapas y Oaxaca).
En España la ilmenita es relativamente abundante en los arenales del noroeste de Galicia, generalmente asociada con rutilo, habiéndose explotado ambos minerales a escala industrial como menas de titanio. Yacimientos de este tipo se encontraban en la Braña Rubia, en Coristanco (La Coruña), y en otras zonas de Tordoia y Valle del Dubra. En la playa de Balerés, en el municipìo de Ponteceso, también se explotó la ilmenita en las décadas de 1940 y 1950. En la Loma del Zorro, en Vincios (Pontevedra) se ha encontrado en forma de cantos sueltos de tamaño centimétrico, junto con manganocolumbita. En Ituero de Azaba (Salamanca) estuvo también en explotación un yacimiento con casiterita e ilmenita. En el paraje de El Juanar, en OJén (Málaga), se encuentra la ilmenita como cristales bien formados, de un tamaño de hasta 1 cm. En la mina Amable, en San Rafael (Segovia) se encontró ilmenita ligeramente radiactiva, que se supuso que podía ser una especie nueva a la que se dio el nombre de guadarramita.

### Ilmenita lunar
Se ha encontrado ilmenita en las rocas de la Luna y en 2005, la NASA utilizó el telescopio espacial Hubble para localizar lugares potencialmente ricos en Ilmenita. Este mineral podría ser fundamental a la hora de crear una base lunar; la ilmenita proporcionaría una fuente de hierro y titanio muy importante para los elementos estructurales, además de poder obtenerse oxígeno a partir de ella.